# Hanzō no Mon
Hanzō no Mon (jap. 半蔵の門) ist ein Manga, der von Kazuo Koike als Autor und Gōseki Kojima als Zeichner verfasst wurde. Erzählt wird die Geschichte von Hattori Hanzō, dessen Aufgabe es war, Tokugawa Ieyasu zu dienen und zu beschützen. Das Werk lässt sich in die Kategorie Seinen einordnen. 

## Inhalt
Mitte des 16. Jahrhunderts erhält der meisterhafte Ninja Hattori Hanzō die Aufgabe, den Shogun Tokugawa Ieyasu zu beschützen. Dieser soll Japan in einer Nation einen, doch muss er auf diese Aufgabe vorbereitet werden. Dazu gehören Erfahrungen in der Politik, aber auch in der Liebe. Die Geschichte beginnt, als beide noch Jugendliche sind, und begleitet ihren Weg durch viele Abenteuer, erste sexuelle Erfahrungen, die Suche nach einer Braut und politische Intrigen.

## Entstehung und Veröffentlichung
Anders als bei ihren übrigen gemeinsamen Arbeiten basiert der Manga auf historischen Charakteren, Hattori Hanzō und Tokugawa Ieyasu. Der Manga erschien in Japan zwischen 1972 und 1984 bei Kōdansha im Magazin Weekly Gendai. Die Reihe kam später in 15 Sammelbänden heraus.
Von 2006 bis 2009 erschien eine englische Übersetzung namens Path of the Assassin bei Dark Horse Comics. Der Manga wird in den USA ab 18 Jahren empfohlen. Planeta DeAgostini Comics veröffentlichte eine spanische Übersetzung.

## Rezeption
Jason Thompson nennt Kojimas Zeichenstil „unverzeihlich unsüß“ – er lasse beide Protagonisten schon als Teenager wie 40-Jährige aussehen – und sein Strich wirke ungestümer als in früheren Werken. Die von Koike geschriebene Geschichte winde sich durch zahllose, obszöne Nebenhandlungen und biete wenig Action. Die Fans vom älteren Lone Wolf & Cub und anderen Mangas Koikes könnten davon enttäuscht sein, dennoch seien die Geschichten unterhaltsam.